# LightSail-1

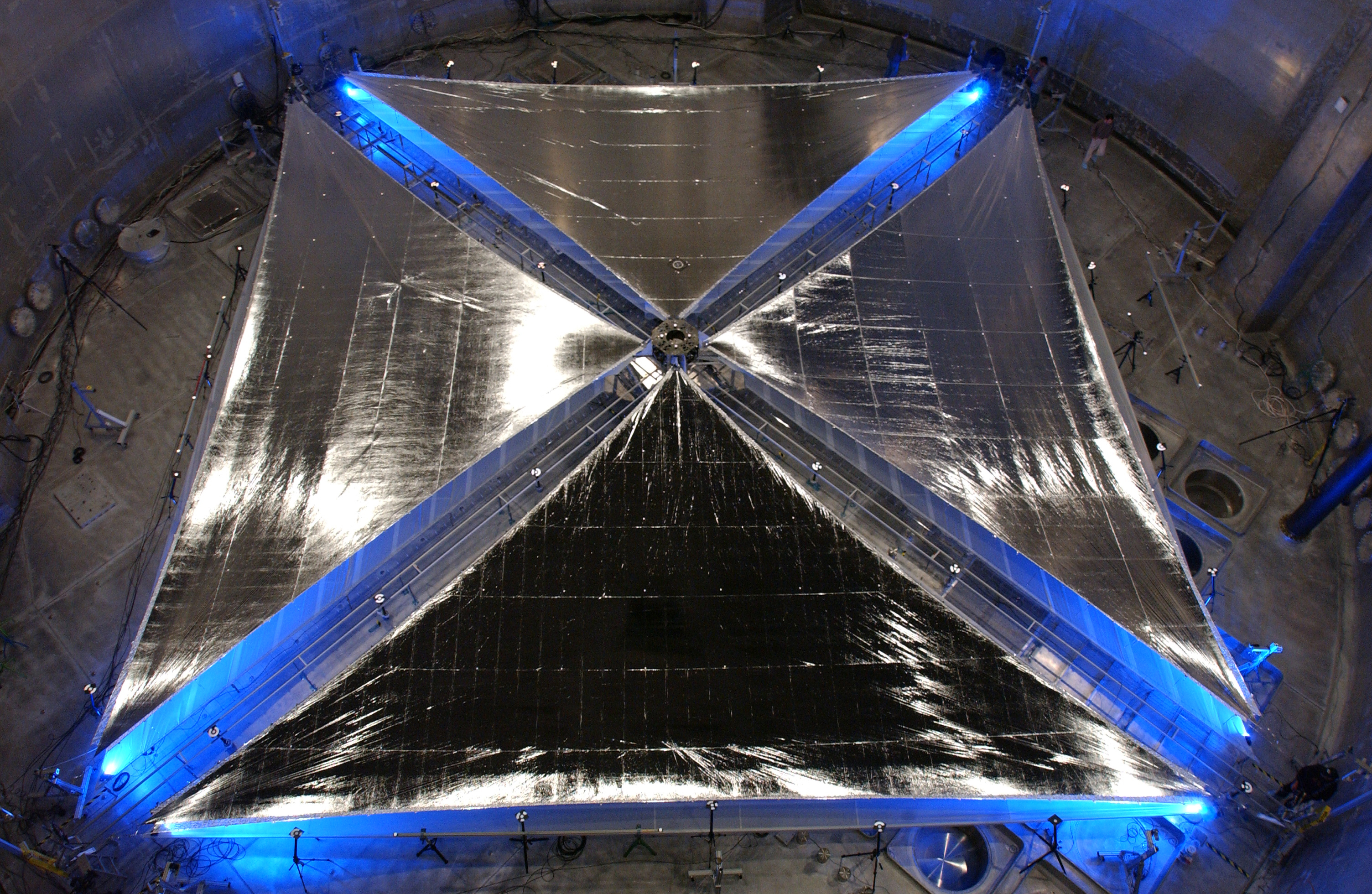
Prototipo de vela solar de 20 metros, desarrollado por la NASA. Similar a la LightSail-1

LightSail-1 es una vela solar desarrollada por la Sociedad Planetaria, una organización global sin fines de lucro dedicada a la exploración espacial. La vela solar, que fue anunciada en 2009, tendrá una sección transversal total de 32 metros cuadrados, y será equipado con sistemas electrónicos de orientación y diagnóstico. Si el proyecto tiene éxito, otras dos velas solares, LightSail-2 y LightSail-3, se construirán. El primer prototipo de la LightSail, LightSail-A o también conocido como LightSail 1, fue lanzado con éxito el 20 de mayo de 2015, y desplegó sus velas solares el 7 de junio de 2015.
El lanzamiento del LightSail-2 está programado para septiembre de 2017, mediante un Falcon Heavy
LightSail-2 ya ha sido desarrollada y fue lanzada el pasado 25 de julio de 2019. Desplegada la vela, fabricada con poliamidas y recubierta por una capa metálica reflectante de 4,5 micras de grosor, tiene una superficie de unos 32 metros cuadrados.

## Desarrollo del proyecto
En 2005, la Sociedad Planetaria intentó enviar su primera vela solar, Cosmos 1 (vela solar), pero el lanzador Ruso Volna no logró alcanzar la órbita deseada En 2009, la Sociedad Planetaria tomó el control del proyecto NanoSail-D de la NASA, que más tarde sería rebautizado como LightSail. NanoSail-D no logró alcanzar la órbita deseada en agosto de 2008 debido a una falla en lanzador Falcon 1
En noviembre de 2009, la Sociedad Planetaria anunció en Washington D. C. que construirían y lanzarían la LightSail-1. Para el 2011, el proyecto había pasado su examen de diseño crítico, que fue llevado a cabo por un equipo de veteranos del proyecto de JPL compuesto por Bud Schurmeier, Glenn Cunningham, y Viktor Kerzhanovich, así como Dave Bearden de Aerospace Corporation. El costo estimado de LightSail-1 fue de 1.800.000 dólares estadounidenses, esta cifra fue posible gracias a donaciones por parte de miembros de La Sociedad Planetaria y fuentes privadas. La nave fue construida en San Luis Obispo por Stellar Exploration Inc.

## Diseño
Al ser una vela solar, la propulsión de LightSail-1 depende de la radiación solar solamente. Fotones ejercerán presión en la vela, produciendo un pequeño grado de aceleración. Así, la vela solar será propulsado por la presión de la luz solar en sí, y no por las partículas cargadas del viento solar. Aunque se espera que la aceleración sea lenta, esta será continua, permitiendo LightSail-1 llegar a velocidades relativamente altas a través del tiempo.

### Estructura
LightSail-1 tiene cuatro velas triangulares, que se combinan para formar una superficie de forma rectangular. Las velas están hechas de Tereftalato de polietileno, y tienen una superficie de 32 metros cuadrados, lo que hará que la nave se vea a simple vista desde la tierra.
El diseño modular de LightSail-1 se basará en un CubeSat de tres unidades, un pequeño satélite creado para los proyectos espaciales de nivel universitario. Una unidad CubeSat llevará a las cámaras, sensores y sistemas de control, mientras que las otras dos unidades contendrán las velas solares.

## Misión
El objetivo de LightSail-1 era probar si las velas solares son una forma viable de propulsión espacial. La teoría se pondrá a prueba al medir si hay algún aumento en la velocidad orbital de LightSail-1 una vez que la nave espacial se libera a una altitud de 800 kilómetros. La Sociedad Planetaria originalmente planeaba lanzar la LightSail-1 en 2012, Pero en 2014 se anunció que el lanzamiento está previsto para abril de 2016.
Un lanzamiento de prueba inicial de la nave LightSail re realizó el 20 de mayo de 2015. Este lanzamiento entregó el satélite a una órbita suficientemente baja, en que la resistencia atmosférica excede el empuje disponible de la vela ligera, pero permitirá verificar todos los sistemas de la nave.

## Proyectos futuros
Si LightSail-1 tiene éxito, entonces la Sociedad Planetaria lanzará dos velas más con metas más complejas. El objetivo de LightSail-2 será recoger datos científicos y mejorar el control de la vela solar. LightSail-2 irá hasta el punto L1 de los Puntos de Lagrange. Allí, se utilizará para detectar las tormentas geomagnéticas en el Sol, que puede dañar los sistemas de energía y de la comunicación en la Tierra. Dicha detección proporcionará advertencias de posibles apagones.